# Hàn Khải Chương
Hàn Khải Chương (chữ Hán: 韓啟章,?-409 TCN), tức Hàn Vũ tử (韩武子), là vị tông chủ thứ 11 của họ Hàn, một trong lục khanh nước Tấn thời Xuân Thu trong lịch sử Trung Quốc, và là tổ tiên của các vị vua nước Hàn, một trong Thất hùng thời Chiến Quốc sau này.
Hàn Khải Chương là con của Hàn Hổ, tức Hàn Khang tử, tông chủ thứ 10 của họ Hàn. Năm 424 TCN, Hàn Hổ qua đời, Hàn Khải Chương lên thế tập.
Năm 423 TCN, Hàn Khải Chương đem quân đánh nước Trịnh, giết chết Trịnh U công.
Năm 409 TCN, Hàn Khải Chương qua đời. Con ông là Hàn Kiền lên thế tập, tức Hàn Cảnh hầu. Năm 403 TCN, Chu Uy Liệt vương chính thức phong cho Hàn Kiền cùng Triệu Tịch, Ngụy Tư làm chư hầu.